# Zdeněk Jarkovský
Zdeněk Jarkovský, češki hokejist, * 3. oktober 1918, Nový Bydžov, Avstro-Ogrska, † 8. november 1948, La Manche. 
Jarkovský je za češkoslovaško hokejsko reprezentanco igral na enih olimpijskih igrah, kjer je bil dobitnik srebrne medalje, ter enem svetovnem prvenstvu, kjer je bil dobitnik ene zlate medalje. 
Umrl je v letalski nesreči, ko je letalo s češkoslovaško reprezentanco strmoglavilo v angleški kanal med letom iz Pariza v London. 